# Gaarkeukensluis
De Gaarkeukensluis is een schutsluis in het Van Starkenborghkanaal bij Gaarkeuken in de gemeente Westerkwartier in de provincie Groningen. Het kanaal is CEMT-klasse Va. De huidige schutsluis in Gaarkeuken is in de jaren 1975-1980 aangelegd en kostte destijds 20 miljoen gulden (ongeveer tweemaal zoveel als het graven van het hele Van Starkenborghkanaal begin 20e eeuw). De officiële opening van de sluis vond plaats op 17 oktober 1980 door commissaris van de koningin Edzo Toxopeus. De huidige sluis is de derde die op deze plek is gebouwd: In 1864 werd een kleine schutsluis aangelegd ten noorden van het toenmalige Kolonelsdiep met een afmeting van 26 bij 2 meter met een diepte van 2 meter. Met de toename van de scheepvaart werd in 1924 een nieuwe sluis geplaatst van 190 bij 10 meter met een diepte van 3 meter. In de Tweede Wereldoorlog raakte deze sluis zwaar beschadigd. In verband met de toename van het scheepvaartverkeer werd ten slotte in de jaren 1970 de huidige sluis gebouwd.
De sluis heeft een kolk van 199 meter lang en 16 meter wijd, maar een schutlengte van 190 meter. De drempeldiepte is aan beide zijden KP −4,75 m. De sluis vormt de scheiding van de Friese boezem (NAP −0,50 m) en de boezem van Electra (NAP −0,93 m). Over het benedenhoofd ligt een ophaalbrug, hoogte in gesloten stand KP +1,15 m.
In de tweede helft van de negentiende eeuw zijn de vaarwegen aangepast aan de moderne eisen van die tijd. In dit kader is het Van Starkeborghkanaal aangelegd en kwam de sluis (min of meer) op de huidige plek te liggen. Voor de bouw van de nieuwe sluis moesten vijf sluiswachterswoningen en 575 bomen wijken.
De sluisdeuren, met een gewicht van 27 ton elk, zijn voorzien van openingen met schuiven voor het nivelleren van het waterpeil in de sluiskolk. Nivelleren vergt ongeveer 6 minuten. Het sluiten en openen van de deuren vergt ongeveer een minuut. Het gebouw van waaruit de sluis wordt bediend, is tevens de centrale bedieningspost voor de bruggen in Zuidhorn, Aduard en Dorkwerd. De bedieningsunit is door glasvezelkabel met de bruggen verbonden.
De bedieningspost kan per marifoon worden aangeroepen op VHF-kanaal 18.